# سيجا تيرا درايف

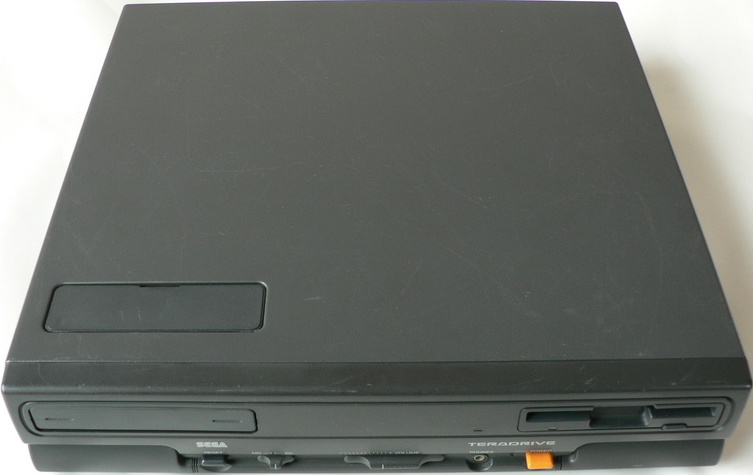
الصورة الأمامية لجهاز سيجا تيرا درايف

سيجا تيرا درايف (بالإنجليزية: TeraDrive)‏ ، هو جهاز حاسوب المنزلي لنظام لعبة فيديو من شركة سيجا اليابانية، صدر في اليابان حصراً بتاريخ 31 مايو 1991م  ، ويعمل بنظام مشابه لنظام ميجا درايف .